# Uptempo hardcore
Uptempo hardcore, vaak afgekort tot uptempo, is een snellere variant van hardcore house. Dit subgenre passeert regelmatig 200 bpm, met soms uitzonderingen tot 250-260 bpm (vergelijkbaar met terrorcore).

## Geschiedenis
In het begin van de jaren 10 vonden mensen dat hardcore house te sloom voor hen was. Een van dezen was Partyraiser, die als oplossing de achterkant van zijn platen op een hoog tempo speelde. Uiteindelijk groeide dit uit tot zijn eigen afzonderlijke stijl en is dit "uptempo" gaan heten. Er zijn zelfs labels ontstaan die zich specialiseren in het genre, zoals Partyraiser Recordings, Offensive Rage en Snakepit.
De stijl is door de jaren heen erg veranderd. Waarbij het in het begin in de buurt bleef van normale hardcore, is het geëvolueerd tot een uniek subgenre. Vanaf 2017 zijn veel uptempo nummers te onderscheiden van andere subgenres, doordat de kick (afgekorte term voor een vervormde kickdrum) vaak erg hoge frequenties heeft (zogenaamde piepkicks).

## Kenmerken
De productiekwaliteit is vaak wat lager en ruwer dan normale hardcore, maar blijft wel dezelfde authentieke sfeer behouden. Krijsende kicks en synths, weinig tot geen melodieën en agressieve vocalen zijn hoofdkenmerken. Een bekende artiest die het genre beoefent is Partyraiser.